# Рибальське (Запорізький район)
Риба́льське —  село в Україні, у Новомиколаївській селищній громаді Запорізького району Запорізької області. Населення становить 54 осіб. До 2020 орган місцевого самоврядування - Зеленівська сільська рада.

## Географія
Село Рибальське знаходиться на відстані 1,5 км від села Зелене та за 2 км від села Нове Поле. По селу протікає пересихаючий струмок з загатою.

## Історія
1928 — дата заснування.
12 червня 2020 року, відповідно до Розпорядження Кабінету Міністрів України від № 713-р «Про визначення адміністративних центрів та затвердження територій територіальних громад Запорізької області», увійшло до складу Новомиколаївської селищної громади.
19 липня 2020 року, в результаті адміністративно-територіальної реформи та ліквідації Новомиколаївського району, село увійшло до складу Запорізького району.

## Населення

### Мова
Розподіл населення за рідною мовою за даними перепису 2001 року:
| Мова       | Кількість | Відсоток |
| ---------- | --------- | -------- |
| українська | 52        | 96.3%    |
| російська  | 2         | 3.7%     |
| Усього     | 54        | 100%     |